# Вязовка (Аургазинский район)
Вязовка (баш. Вязовка) — деревня в Меселинском сельсовете Аургазинского района Республики Башкортостан России.
С 2005 современный статус.

## История
Название происходит от названия  местности.
Статус деревня, сельского населённого пункта, посёлок получил согласно Закону Республики Башкортостан от 20 июля 2005 года N 211-з «О внесении изменений в административно-территориальное устройство Республики Башкортостан в связи с образованием, объединением, упразднением и изменением статуса населенных пунктов, переносом административных центров», ст.1:

6. Изменить статус следующих населенных пунктов, установив тип поселения — деревня:

5) в Аургазинском районе:…

н) поселка Вязовка Меселинского сельсовета

## Население
| 2002 | 2009 | 2010 |
| ---- | ---- | ---- |
| 25   | ↘16  | ↗34  |

Национальный состав
Согласно переписи 2002 года, преобладающие национальности — чуваши (64 %), русские (32 %).

## Географическое положение
Расстояние до:
- районного центра (Толбазы): 20 км,
- центра сельсовета (Месели): 4 км,
- ближайшей железнодорожной станции (Стерлитамак): 30 км.